# Les Abymes

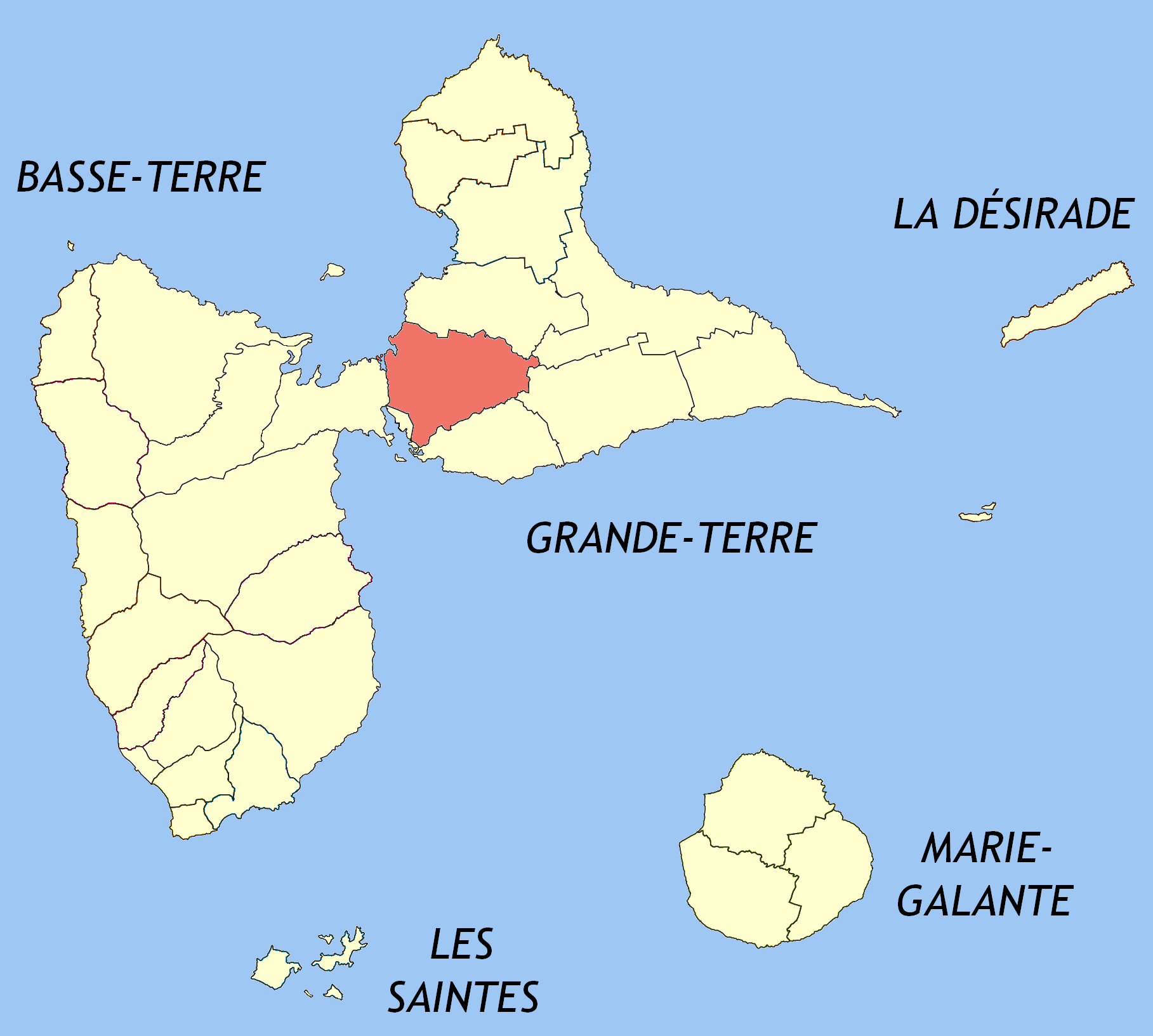
Ubicació de Les Abymes dins de la Guadalupe

Les Abymes  és un municipi francès, situat a Guadalupe, una regió i departament d'ultramar de França situat a les Petites Antilles. L'any 2006 tenia 60.053 habitants. Limita al nord-est amb Morne-à-l'Eau, al sud-oest amb Baie-Mahault, al sud amb Pointe-à-Pitre i al sud-est amb Le Gosier.

## Demografia
| 62 605                                     | 63 054 | 60 053 |
| Des de 1962: població sense dobles comptes |        |        |

## Administració
| Període   | Identitat     | Partit                 |
| --------- | ------------- | ---------------------- |
| 2001-2008 | Daniel Marsin | GUSR                   |
| 2008-     | Éric Jalton   | Divers gauche, ex FGPS |

## Agermanaments
- Créteil (Illa de França)

## Personatges il·lustres
- Michel Morandais (1979-), jugador de bàsquet
- Thomas Phibel (1986-), futbolista
- David Sommeil (1974-), futbolista
- Ronald Zubar (1985-), futbolista
- Garry Chathuant (1983), jugador de bàsquet